# 马尔科·古杜里奇
马尔科·古杜里奇（1995年3月8日—），塞尔维亚男子篮球运动员。他曾代表塞尔维亚参加2017年欧洲篮球锦标赛和2019年国际篮联篮球世界杯，其中2017年欧洲锦标赛获得亚军。